# Oude Raadhuis (Almelo)
Het Oude Raadhuis (’t Wetshuys) in het centrum van Almelo aan de Koornmarkt is en beeldbepaald rijksmonument en in gebruik is als café-restaurant.
Dit Oude Raadhuis stamt oorspronkelijk uit 1489, maar werd in 1691 geheel herbouwd. In 1971 werd het gerestaureerd van een flinke verzakking en kreeg in 1973 een horeaca bestemming. Het gebouw heeft in de loop der tijd veel functies gehad. Zo heeft het o.a. dienst gedaan als stadhuis, gevangenis, rechtbank, kantongerecht, politiebureau, telegraafkantoor en bierbrouwerij. In de volksmond wordt gesproken over verkeershuis omdat er een voorloper van het VVV in heeft gezeten. Andere namen voor dit pand zijn: 't Oude Raedthuys, het oude Stadhuis, ’t Wetshuys en het oude politiebureau. De bovenverdieping is een van de drie officiële trouwlocaties in Almelo.